# Cisti sebacea
La cisti sebacea è una raccolta sottocutanea di materiale semisolido costituito da sebo e cheratina, che si presenta come una massa tondeggiante rilevata, palpabile, che si può relativamente muovere tra le dita e di solito è indolente. Può raggiungere dimensioni anche di 5 o 6 cm.

## Eziologia
La cisti sebacea si forma in seguito ad occlusione di una ghiandola sebacea. A causa di questa occlusione, la ghiandola non può smaltire la secrezione che continua a prodursi portando alla formazione della raccolta.

## Clinica

### Localizzazione
Questo tipo di cisti può comparire in tutte le zone del corpo, esclusi la pianta del piede e il palmo della mano. Il cuoio capelluto, le orecchie, le braccia, il torace e il dorso sono le sedi più comuni.

### Anatomia patologica
Il contenuto della cisti sebacea è costituito principalmente da cheratina, sebo e cellule morte.

### Diagnosi differenziale
Le cisti sebacee spesso vengono confuse con steatocistomi simplex o multiplex poiché soprattutto morfologicamente possiedono caratteristiche molto simili.

## Trattamento
La cisti sebacea può essere rimossa con anestesia locale tramite una semplice incisione della cute con totale rimozione del contenuto, sempre nel rispetto delle comuni regole di asepsi. Questo tipo di procedura risolve completamente il problema e la probabilità che la cisti si riformi è molto bassa.